# Cetatea Sighișoara
Cetatea Sighișoara este centrul istoric vechi al municipiului Sighișoara, județul Mureș, România.
Construit în secolul XII de coloniștii sași sub denumirea latină Castrum Sex și păstrat în mod aproape neschimbat până astăzi, ea este locuită și în prezent. În 1999 cetatea a fost înscrisă pe lista patrimoniului cultural mondial UNESCO.

## Istoric
Cetatea este amplasată pe malul sudic al râului Târnava Mare, pe o coastă de deal lungă de 850 m, pe două terase: terasa de jos, Dealul Cetății, se află la o altitudine de 350 m p.n.m (ca. 30 m mai sus de Orașul de Jos), iar terasa de sus, Dealul Școlii, la o altitudine de 429 m (ca 49 m mai sus de terasa de jos).
Popularea Dealului Cetății a avut loc în jurul Bisericii Mănăstirii Dominicane, a cărei construcție a fost începută la sfârșitul secolului al XII-lea. Tot lângă Biserica Mănăstirii a funcționat și prima școală din Sighișoara (menționată documentar în 1522).
O schola maioris („școală majoră”) și-a început cursurile în anul 1607 pe lângă Biserica din Deal (Bergkirche), monument istoric și de arhitectură din secolul al XIV-lea. În anul 1619 a fost dată în folosință clădirea proprie a Școlii din Deal. Scara acoperită, inițial cu 300 de trepte, a fost construită în 1642.

## Descriere
Cetatea este înconjurată de un zid de 9,3 m a cărui înălțime inițială era de circa 4 m. Ulterior, înălțimea zidului a fost mărită în unele locuri până la 14 m. Zidul a fost construit între secolele al XIV-lea și al XVII-lea ca protecție împotriva atacurilor turcești. Zidul avea 14 turnuri, din care 9 se păstrează până în ziua de azi. Turnurile funcționau ca sedii ale diferitelor bresle meșteșugărești.
- Turnul cu Ceas (înălțime: 64 m; turn-poartă)
- Turnul frânghierilor (aflat pe platoul Școlii din Deal, a fost restaurat în secolul al XIX-lea și servește actualmente ca locuință a îngrijitorului cimitirului evanghelic din deal)
- Turnul măcelarilor (hexagonal)
- Turnul cojocarilor (distrus în incendiul din 1676, dar a fost reconstruit; are 4 niveluri)
- Turnul țesătorilor (a fost dărâmat în 1858, pietrele fiind folosite pentru pavajul cetății)
- Turnul croitorilor (pe partea opusă a Turnului cu ceas, este turn-poartă; are 2 etaje; pulberăria de aici a explodat în incendiul din 1676 distrugând turnul, care a fost reconstruit)
- Turnul giuvaergiilor/aurarilor (incendiat de un trăsnet în 1809, a fost dărâmat în 1863, când pe fundamentul lui a fost construită sala de gimnastică a liceului german; aceasta a fost la rândul ei schimbată în capela cimitirului în 1935-1936)
- Turnul cositorarilor (înălțime: 25 m; patru etaje)
- Turnul tăbăcarilor (unul din cele mai vechi)
- Turnul fierarilor (ridicat în 1631 pe temeliile vechiului turn al bărbierilor; distrus în incendiul din 1676, dar a fost reconstruit)
- Turnul lăcătușilor și dogarilor erau situate între Turnul cizmarilor și fierarilor.
- Turnul pescarilor se afla cândva pe malul Târnavei, mult mai în afara cetății, unde se găsea pe-atunci și moara. Rareori mai este amintit. Există doar pe macheta Muzeului din incinta Turnului cu ceas.
- Turnul cizmarilor (marchează capătul de nord al zidului cetății; menționat în 1521, fortificat în 1603, distrus parțial în 1606, reconstruit în 1650, ars în 1676, reclădit în 1681).

## Galerie

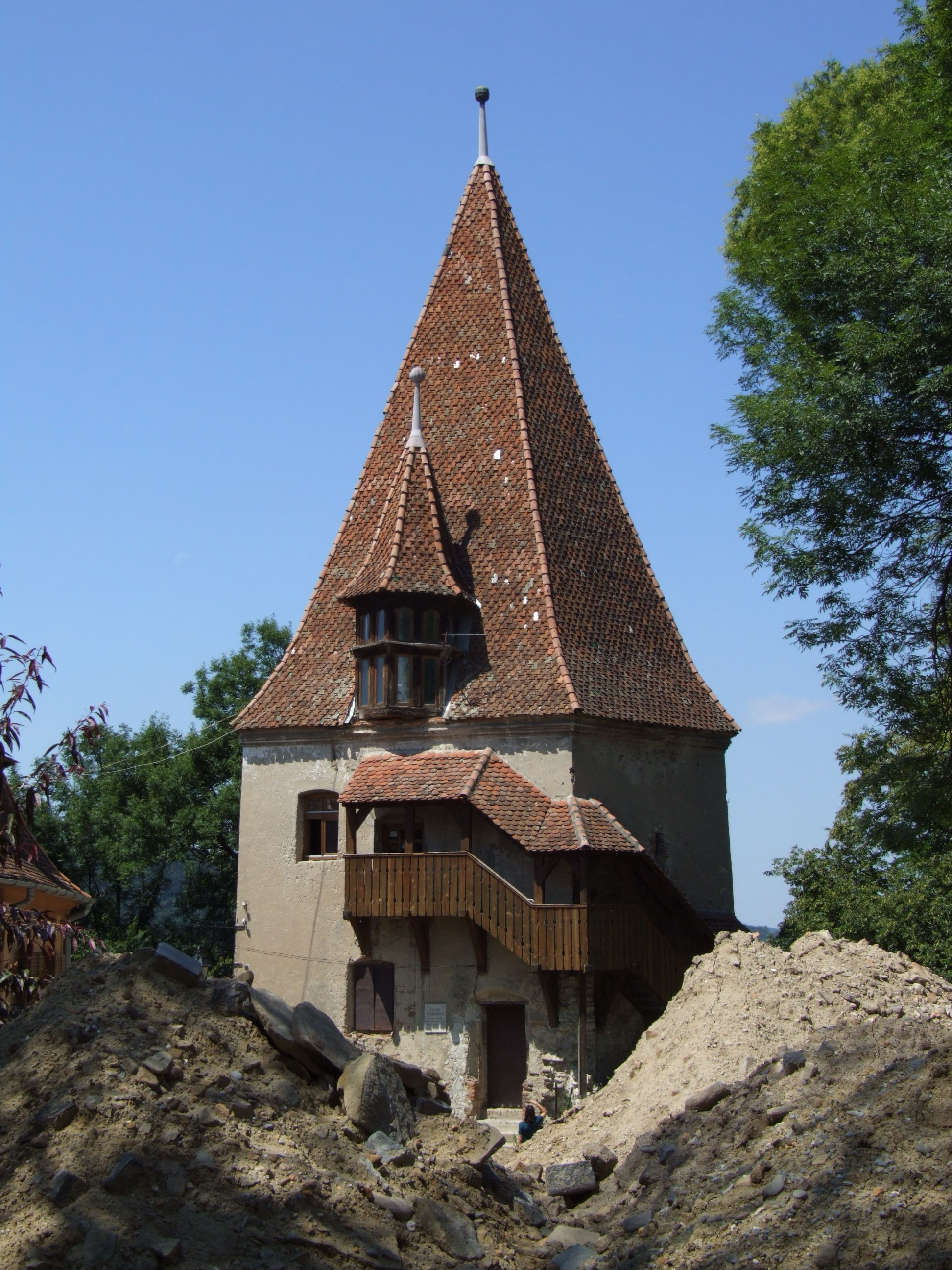
Turnul cizmarilor
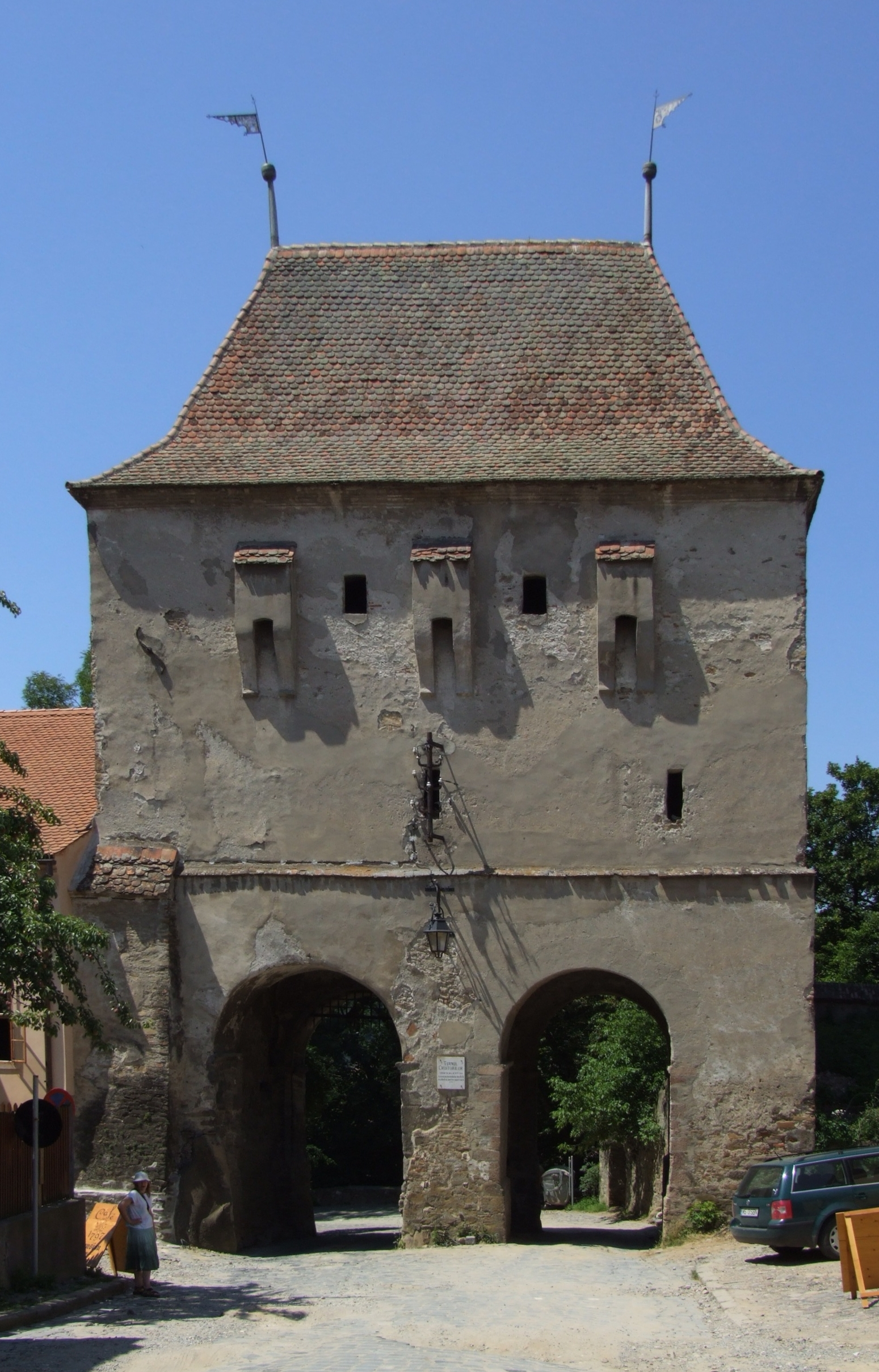
Turnul croitorilor
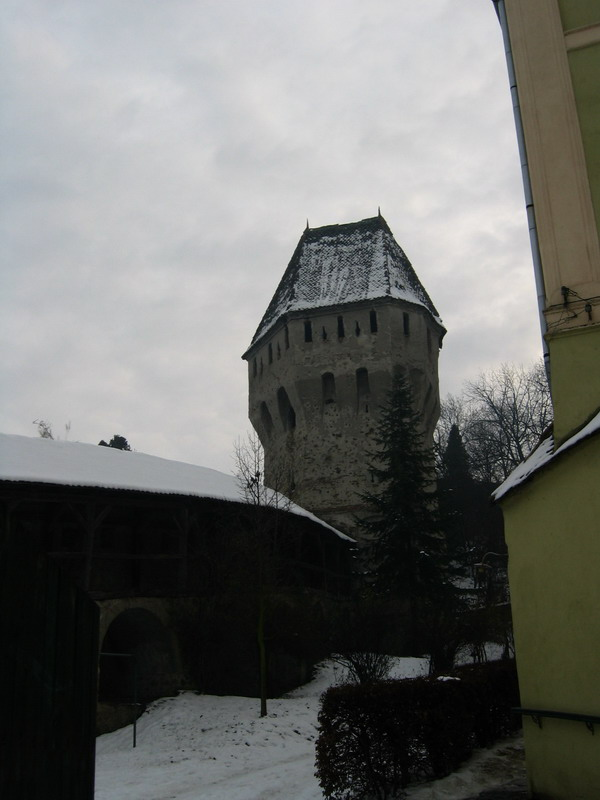
Turnul cositorarilor
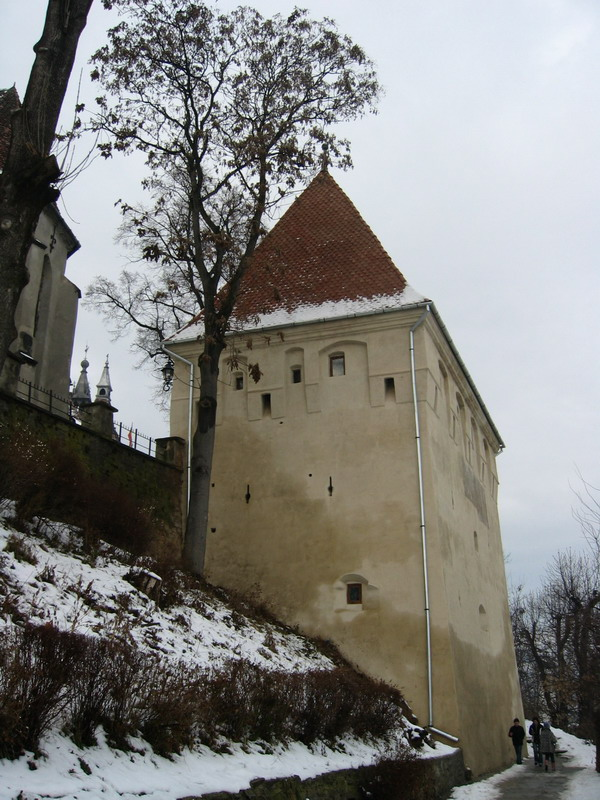
Turnul fierarilor
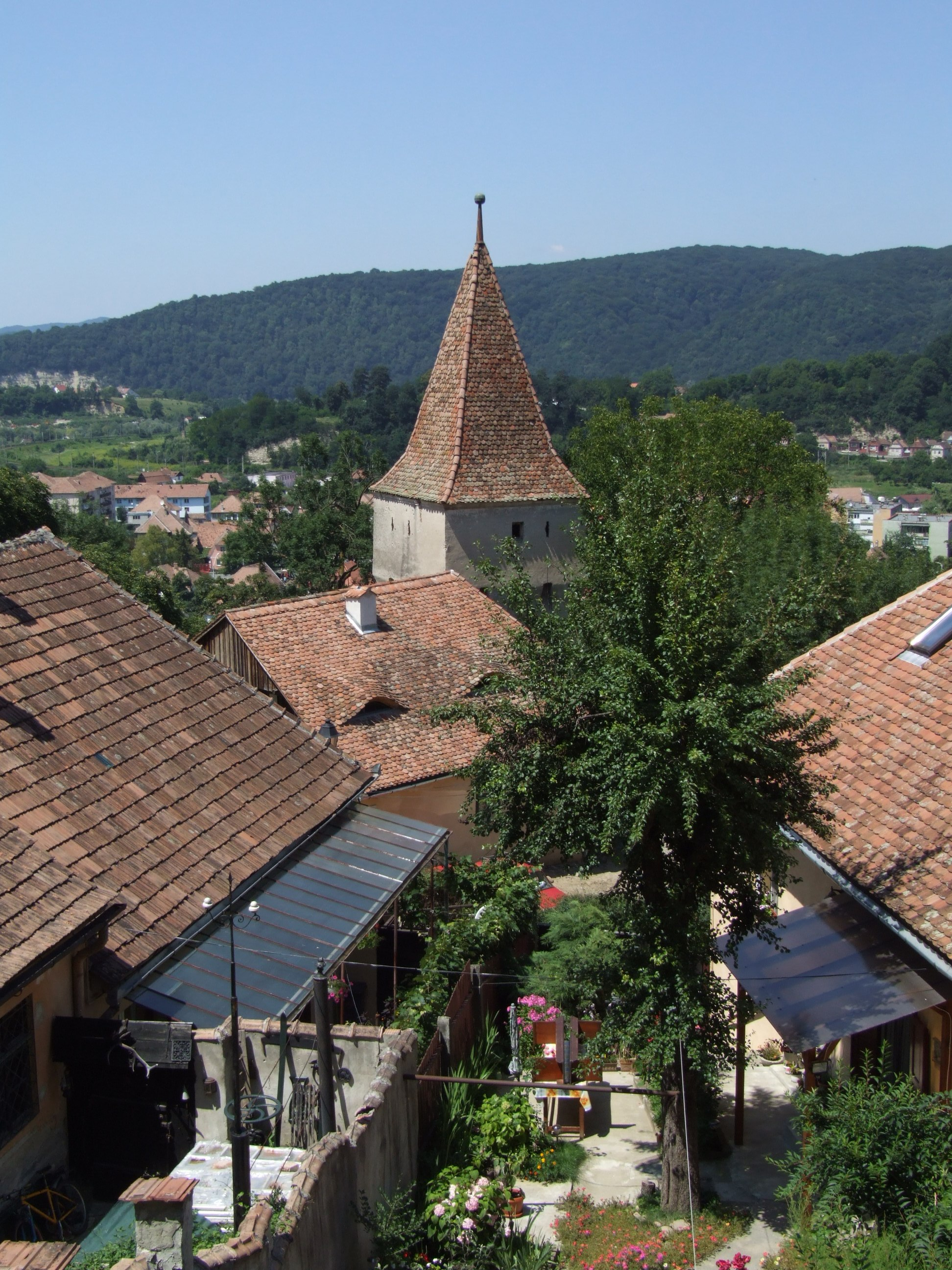
Turnul tăbăcarilor
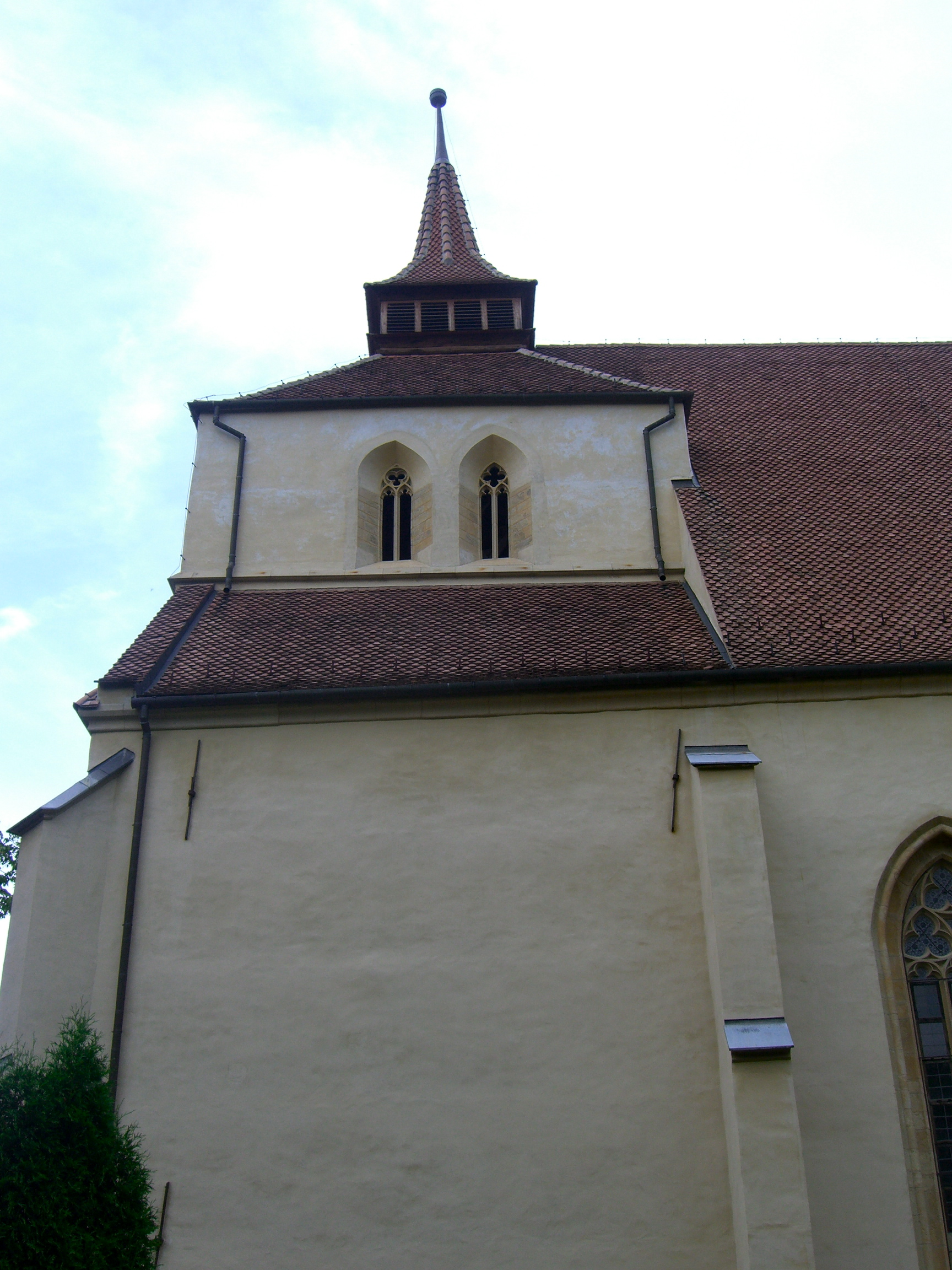
Biserica din Deal
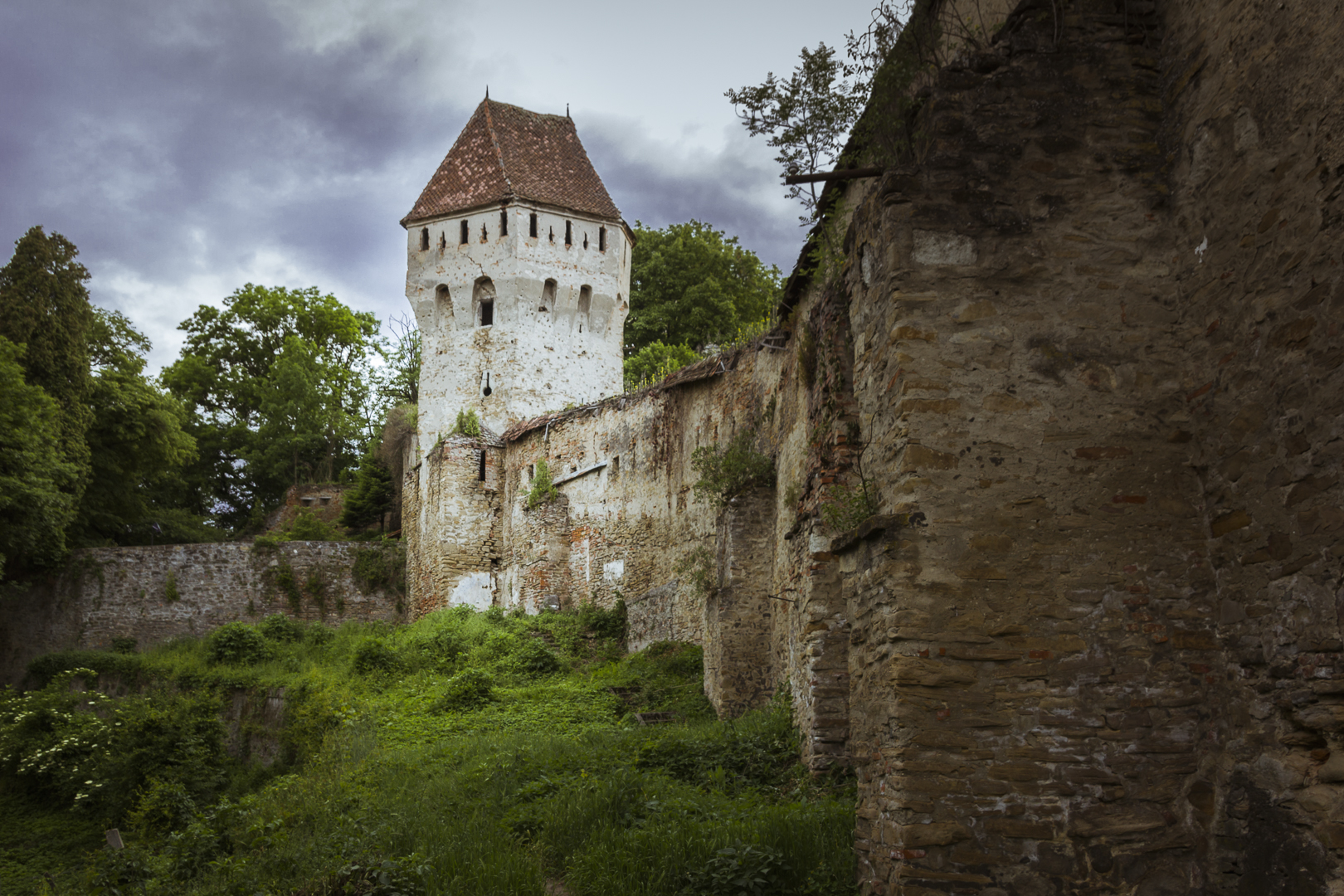
Turnul cositorarilor